# Cucullia santonici
Cucullia santonici là một loài bướm đêm thuộc họ Noctuidae. Về mặt truyền thống nó được tìm thấy ở phía nam châu Âu qua một số khu vực Cận Đông và Trung Đông đến Trung Quốc.
Con trưởng thành bay từ tháng 4 đến tháng 6 và tháng 7 và tháng 8. Có hai lứa trưởng thành một năm.
Ấu trùng ăn các loài Artemisia alba, Artemisia absinthium và probably other Artemisia, Matricaria và Achillea.